# Aeolis Planum
Aeolis Planum és una formació geològica de tipus planum a la superfície de Mart, localitzada amb el sistema de coordenades planetocèntriques a 4.4 latitud N i 149.98 ° longitud E, que fa 852.81 km de diàmetre. El nom va ser aprovat per la UAI l'any 2006 i fa referència a una característica d'albedo.